# داگلاس دی‌سی-۷
داگلاس دی‌سی-۷ (به انگلیسی: Douglas DC-7) یک هواپیمای ساختِ کارخانهٔ شرکت هواپیماسازی داگلاس در کشور ایالات متحده آمریکا است که در سال ۱۹۵۳–۱۹۵۸ ساخته شد. نخستین استفاده‌کنندهٔ این هواپیما امریکن ایرلاینز بوده‌است. این هواپیما برای نخستین بار در ۱۸ مه ۱۹۵۳ میلادی مورد استفاده قرار گرفت.